# Jang Hao (műugró)
 Kínai név: vezetéknév: Yang (Jang); utónév: Hao (Hao)
Yang Hao (Jang Hao) (1998. február 3. –) olimpiai és világbajnok kínai műugró.

## Élete
2012-ben, az ausztráliai Adelaide-ben rendezett junior műugró-világbajnokság B korcsoportos (14-15 évesek) mezőnyében aranyérmet nyert 1 méteren, illetve 3 méteren. A 2014. évi nyári ifjúsági olimpiai játékokon megnyerte mind a fiú 3 méteres műugrást, mind pedig a fiú egyéni 10 méteres toronyugrást. A nemzetek vegyes csapatainak műugró versenyében – a svéd Veronika Lindahllal alkotva párost – a 9. helyen zárt.
A 2015-ös úszó-világbajnokságon Kazanyban, a vb műsorában első ízben szereplő, 13 párost felvonultató vegyes 3 méteres szinkronugrás versenyszámát fölényesen nyerte partnerével, Wang Hannal (Vang Hannal).
A 2022-es budapesti úszó-világbajnokságon − Lian Junjiével (Lien Csün-csiével) párban − aranyérmes lett a szinkrontorony fináléjában, míg az egyéni toronyugrást követően a bronzérmet vihette haza.

## Eredmények
| Sportesemény                              | Versenyszámok | Versenyszámok | Versenyszámok | Versenyszámok | Versenyszámok |
| Sportesemény                              | 1 m           | 3 m           | 3 m szinkron  | 10 m torony   | 10 m szinkron |
| ----------------------------------------- | ------------- | ------------- | ------------- | ------------- | ------------- |
| 2012-es junior vb, Adelaide               |               |               | –             | –             | –             |
|                                           |               |               |               |               |               |
| 2014. évi nyári ifjúsági olimpia, Nanking | –             |               | –             |               | –             |
|                                           |               |               |               |               |               |
| 2016-os Grand Prix, Madrid                | –             | –             | –             |               | *             |
| 2016-os Grand Prix, Bolzano               | –             | –             | –             |               | **            |
| 2016-os Grand Prix, Kuching               | –             | –             | –             |               | **            |
| 2016-os Grand Prix, Gold Coast            | –             | –             | –             |               | **            |

________

* Lien Csün-csie (Lian Jun Jie)
** Hszü Cö-vej (Xu Zewei)
Csapatversenyeken
| Sportesemény                              | Partnere         | Eredmény | Megjegyzés                     |
| ----------------------------------------- | ---------------- | -------- | ------------------------------ |
| 2014. évi nyári ifjúsági olimpia, Nanking | Veronika Lindahl | 9.       | nemzetek 1. vegyes csapata     |
| 2015-ös úszó-világbajnokság, Kazany       | Vang Han         |          | vegyes 3 méteres szinkronugrás |